# Тихомир Плескоњић
Тихомир Плескоњић (Живковци код Аранђеловца, 11. јул 1927 — Нови Сад, 22. октобар 1989) био је позоришни, филмски и телевизијски глумац.

## Биографија
Плескоњић је рођен у селу Живковци у близини Аранђеловца, 11. јула 1927. године. Био је стални члан ансамбла драме Српског народног позоришта у Новом Саду. Отац је глумице Александре Плескоњић-Илић и глумца Михајла Плескоњића.
Преминуо је 22. октобра 1989. године, у Новом Саду у 63. години живота.

## Филмографија
| Год.     | Назив                                   | Улога           |
| -------- | --------------------------------------- | --------------- |
| 1960.-те |                                         |                 |
| 1966.    | Сретни умиру двапут                     | Тома, четник    |
| 1967.    | Пробисвет (ТВ серија)                   |                 |
| 1967.    | Џандрљиви муж                           | Светозар        |
| 1968.    | Свети песак                             |                 |
| 1970.-те |                                         |                 |
| 1973.    | Сан доктора Мишића                      | Жупник          |
| 1973.    | Филип на коњу                           | Руски војник    |
| 1975.    | Хитлер из нашег сокака                  | Штурмфирер Хан  |
| 1976.    | Салаш у Малом Риту (ТВ серија)          | Немац           |
| 1976.    | Повратак отписаних                      | Кмет            |
| 1977.    | Шта се догодило са Филипом Прерадовићем | Млинар          |
| 1977.    | Ватрено крштење                         |                 |
| 1977.    | Таксист                                 |                 |
| 1978.    | Стићи пре свитања                       |                 |
| 1978.    | Повратак отписаних (ТВ серија)          | Кмет            |
| 1978.    | Није него                               |                 |
| 1978.    | Ћутање професора Мартића                |                 |
| 1978.    | Двобој за јужну пругу                   | Немачки генерал |
| 1980.-те |                                         |                 |
| 1980.    | Велика потрага                          |                 |
| 1980.    | Било, па прошло                         | Жандар          |
| 1983.    | Јесен Ђуке Дражетића                    |                 |
| 1983.    | Снохватице                              |                 |
| 1985.    | Живот је леп                            | Трубач          |
| 1986.    | Најлепши дани у животу Ивана Кисека     |                 |
| 1989.    | Специјална редакција                    | Ладислав Кукић  |
| 1989.    | Сеобе                                   |                 |
| 1989.    | Балкан експрес 2                        | Конобар         |